# يوري بوي كامباس
يوري بوي كامباس (بالإسبانية: Yori Boy Campas)‏ مواليد 6 أغسطس 1971 في ولاية سونورا، هو ملاكم مكسيكي. حقق بطولة الاتحاد الدولي للملاكمة.

## إحصائيات
خاض خلال مسيرته 125 نزالا، فاز في 105 وتعادل في 3 وخسر في 17. فاز بالضربة القاضية في 80 نزالا.

## روابط خارجية
- يوري بوي كامباس على موقع بوكس ريك (الإنجليزية) (registration required)